# Clarissa Eden

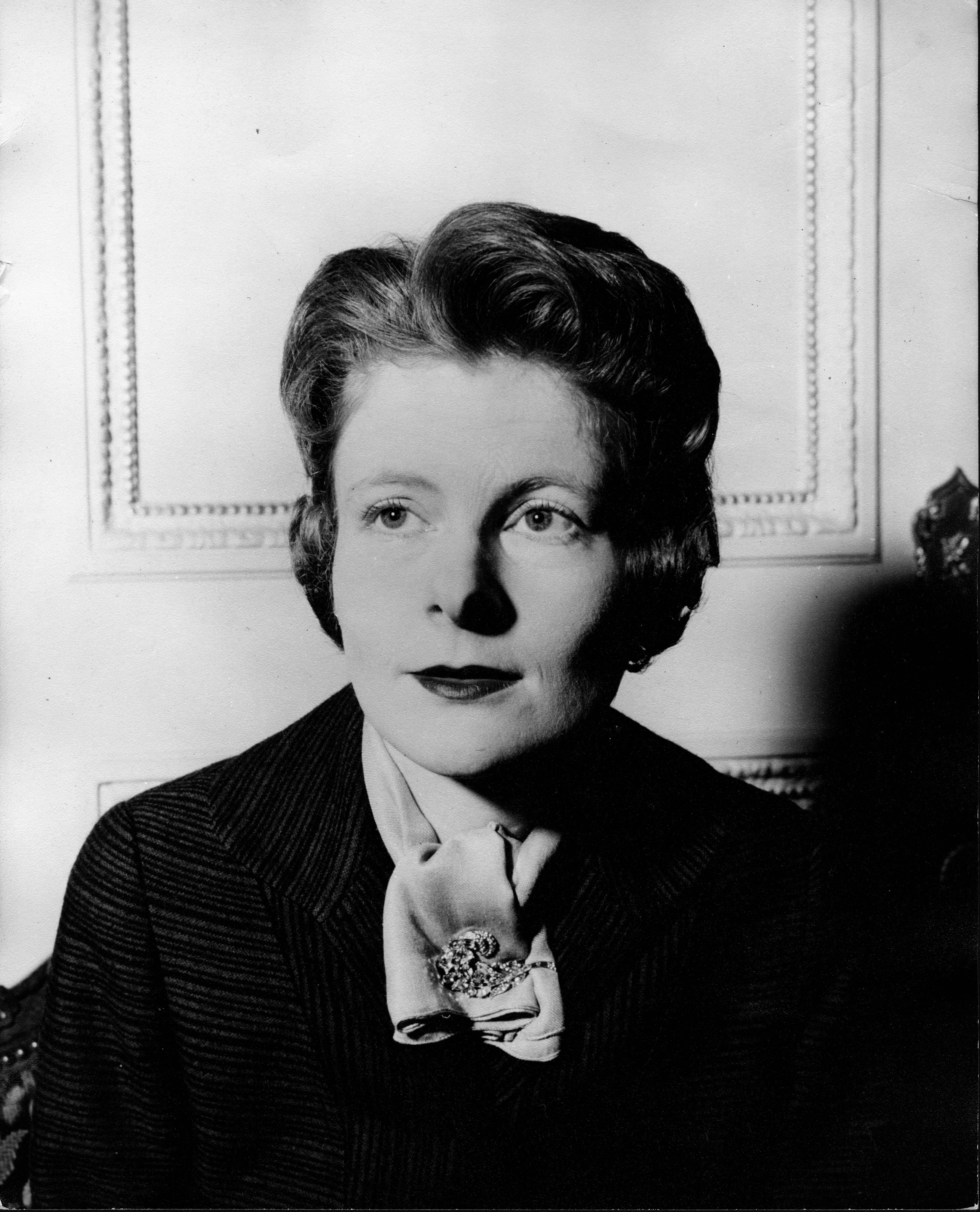
Clarissa Eden em 1960.

Anne Clarissa Eden, Condessa viúva de Avon (nascida Anne Clarissa Spencer-Churchill; 28 de junho de 1920 - 15 de novembro de 2021) foi a viúva de Anthony Eden , 1º Conde de Avon (1897-1977), que foi primeiro-ministro do Reino Unido de 1955 até 1957. Ela se casou com Eden em 1952, tornando-se Lady Eden em 1954, quando ele foi feito um Cavaleiro da Ordem da Jarreteira, e, em seguida, tornando-se Condessa de Avon em 1961 na elevação do seu marido à nobreza.

## Família
Ela nasceu em 1920, filha do Major Jack Spencer-Churchill (1880-1947), o irmão mais novo de Winston Churchill, e da Lady Gwendoline Bertie (1885-1941), filha de Montagu Bertie, 7.º Conde de Abingdon. Ela é, portanto, uma sobrinha de Winston Churchill, que foi primeiro-ministro durante a Segunda Guerra Mundial, e uma neta do Lorde Randolph Churchill, Chanceler do Tesouro entre 1886-1887, e sua esposa a socialite americana Jennie Jerome. Seu bisavô paterno foi o 7.º Duque de Marlborough.